# رقص بدون حركة (مسرحية)
تعتبر مسرحية رقص بدون حركة من نوع الكوميديا السوداء وكتبها صوفيا راشد، بتكليف من إنتاجات بشكار والتي هي مجموعة تهدف إلى إظهار تجربة المسرح الآسيوي البريطاني الشاب. وتركز هذه المسرحية على امرأة واحدة هي (زليخة) وهي سيدة آسيوية بريطانية من أصول باكستانية.  أخرج المسرحية جيم جونسون كاتب مسرحي وموسيقى. تم عرض المسرحية على مرحلتين . المرحلة الأولى في عام 2007، وتم تمثيلها في أولدم، عندما لعبت الممثلة بوبي جاكرا دور زليخة أما المرحلة الثانية فقد كانت عام 2008 في مهرجان إدنبرة حيث قامت الممثلة يامينا بيرزادة بدور زليخة.

## ملخص المسرحية
الرقص بدون حركة هي مسرحية لإمرأة واحدة ة هي زليخة التي تحاول استكشاف هويتها فقد بلغت سن الرشد وعاشت في مجتمعات عديدة فهي ذات خلفية باكستانية وعقيدتها هي الإسلام بمقابل أنها تربت تربية إنجليزية. وفي وسط هذا الارتباك تحاول زليخة جاهدة أن تكشف هويتها الحقيقة.
1. ↑  Dance Without Movement | Arts & Culture | Ethnic Now
2. ↑  "Archived copy". مؤرشف من الأصل في 2013-10-01. اطلع عليه بتاريخ 2014-01-07.{{استشهاد ويب}}:  صيانة الاستشهاد: الأرشيف كعنوان (link)
3. 1 2 3  "Writer Sophia showcased at the Fringe". www.oldham-chronicle.co.uk. مؤرشف من الأصل في 2016-03-03. اطلع عليه بتاريخ 2018-03-29.
4. ↑  poppy jhakra, actor, Casting Call Pro

## الروابط الخارجية
- Peshkar's official website
- Peshkar's Arts Council profile
- Oldham tour dates
- Reviews from the 2008 Edinburgh Fringe (52)